# Vučiniće
Vučiniće (cyr. Вучиниће) – wieś w Serbii, w okręgu raskim, w mieście Novi Pazar. W 2011 roku liczyła 146 mieszkańców.